# Mollenstorf

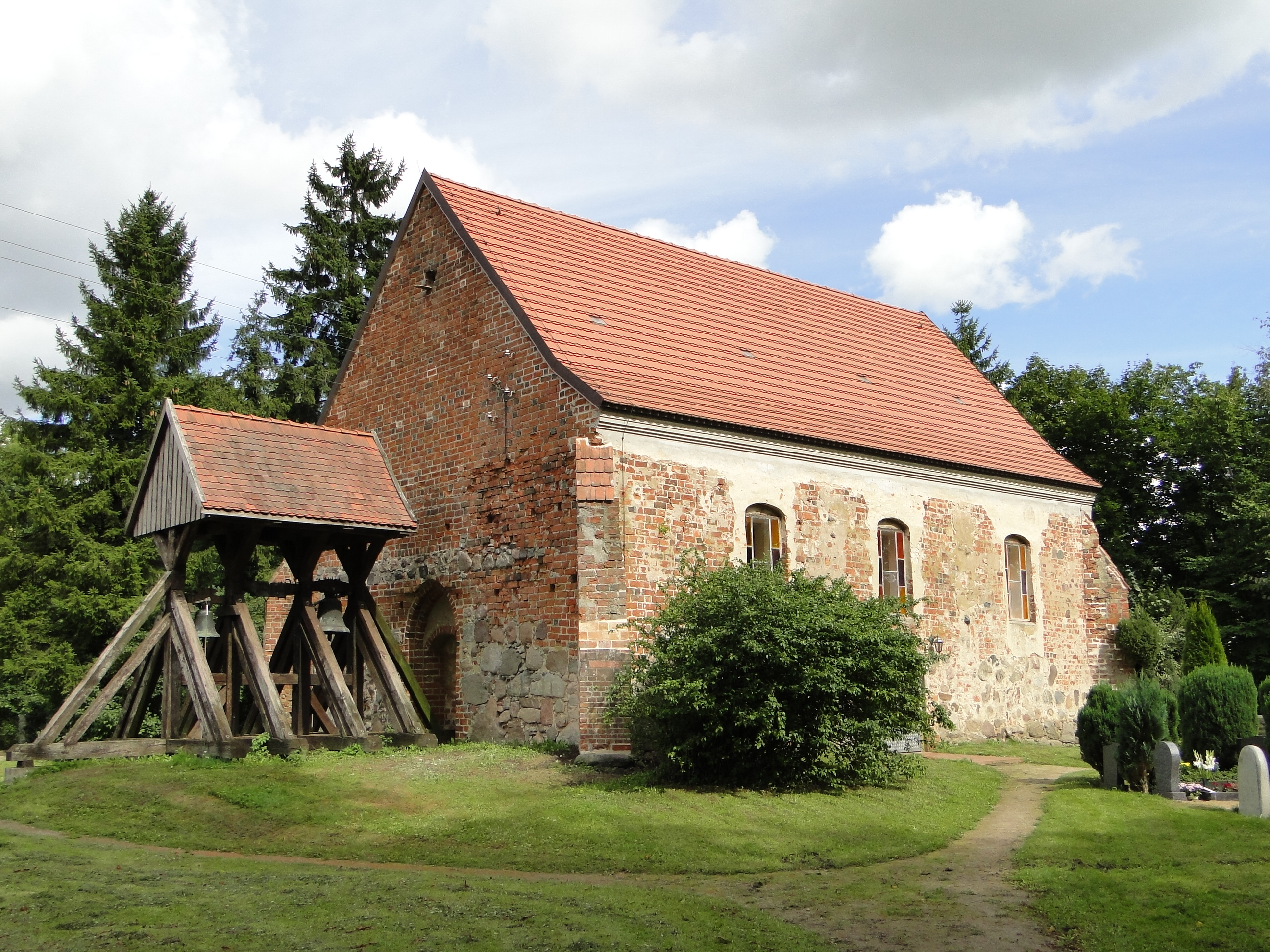
Dorfkirche Mollenstorf mit Glockenstuhl

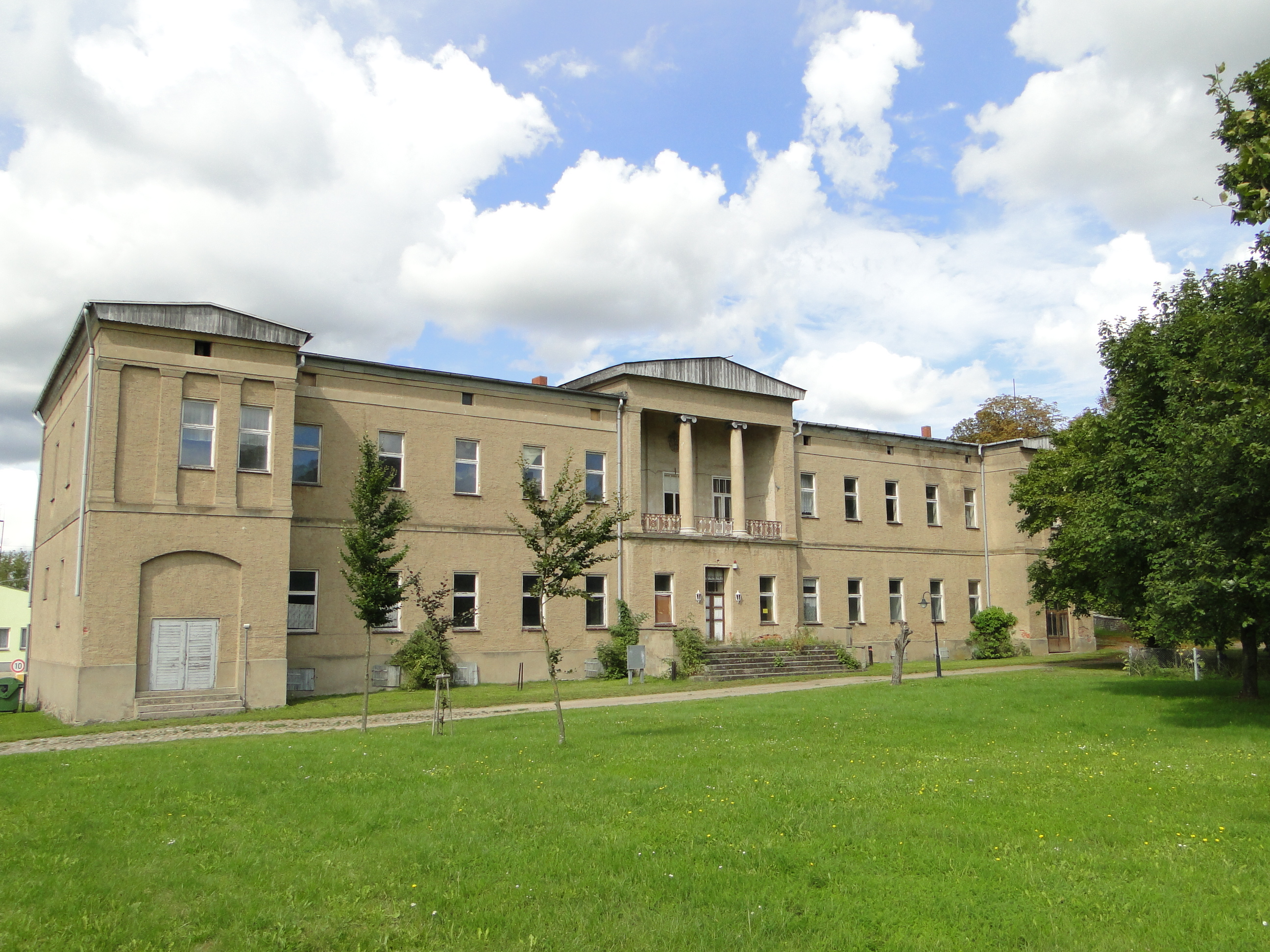
Herrenhaus Mollenstorf

Mollenstorf ist ein Ortsteil der Stadt Penzlin im Landkreis Mecklenburgische Seenplatte in Mecklenburg-Vorpommern (Deutschland).
In der bis zum 7. Juni 2009 selbständigen Gemeinde Mollenstorf lebten 248 Einwohner (31. Dezember 2007) auf 11,1 km². Letzter ehrenamtlicher Bürgermeister Mollenstorfs war August Muth.

## Geografie
Mollenstorf liegt vier Kilometer westlich des Stadtkerns von Penzlin. Zur Gemeinde Mollenstorf gehörte der Ortsteil Ave.

## Geschichte
Mollenstorf
Das Gebiet um Mollenstorf muss, wie ganz Mecklenburg-Vorpommern, schon sehr früh durch jungsteinzeitliche Kulturen besiedelt gewesen sein. Davon zeugen zahlreiche Bodenfunde. Unweit des Weges von Mollenstorf nach Groß Vielen liegt eine Gruppe von drei Hügelgräbern aus der Bronzezeit, die als archäologische Denkmale geschützt sind und auch in der Sagenwelt ihren Niederschlag fanden.
Die Kirche wurde erstmals 1335 erwähnt und ist ein frühgotischer Bau in Form eines Vierecks, um das der Friedhof angelegt ist. Ein freistehender Glockenstuhl steht an der Westseite der Kirche mit zwei Glocken aus dem 14. und 15. Jahrhundert.
Bis 1548 besaß die Familie von Bardenfleth das Gut Mollenstorf und war somit auch Kirchenpatron. Es folgten bis 1764 die Familien des Johann von Lucka (mecklenburgischer Kanzler), von Below, von Holstein, von Kahlden und vorübergehend die von Bibow. Sie haben dann das Gut direkt an die Familie von Gundlach verkauft. 1764 erwarb Justus von Gundlach. Auf 1785 datieren die Ämter des Christoph Albrecht von Gundlach (* 1745/48; † 1786) auf Mollenstorf. Er war unter anderem mecklenburgischer Drost, Kammerrat und Oberhofmeister. Schon Anfang des 19. Jahrhunderts beteiligten sich die Herren von Gundlach standesgemäß bei Pferderennen.
Ende des 19. Jahrhunderts war mit Ernst von Gundlach (* 1850; † 1919), der sich teils Ernst von Gundlach-Mollenstorf nannte, ein Kavallerie-Offizier, zuletzt Major, Gutsherr auf Mollenstorf. Er war ebenso Flügeladjutant des Herzogs zu Mecklenburg-Schwerin, mecklenburgischer Kammerherr und Zeremonienmeister, Landrat, 1890–1918 Provisor im Kloster Dobbertin, vermählt mit der Hofdame Marie Luise von Bülow. Im Jahre 1919 wurde seitens der Gutsherrschaft eine von Gundlach-Mollenstorfer Familienstiftung eingerichtet, respektive (erneut) bestätigt. 1921 übernahm Gottfried von Gundlach-Hinrichsberg die Gutsgeschäfte vor Ort. Er war zuvor auf dem Adelsinternat der Ritterakademie Brandenburg, dann Gymnasium Lübeck und schlug gleich eine aktive Offizierslaufbahn ein. Mollenstorf war zu jener Zeit noch Familienfideikommiss und konnte somit nur in männlicher Linie weiter vererbt werden. Das Gut hatte 1928, also kurz vor der großen Wirtschaftskrise, eine Gesamtgröße von 665 ha. Schwerpunkt war die große Schafsviehwirtschaft. Es blieb dann bis 1945 in den Händen der Familie. Letzter Grundbesitzer waren Gottfried von Gundlach-Mollenstorf (* 1875; † 1943) und sein ältester Sohn Jobst von Gundlach (* 1910; † 1945). Das zweigeschossige wuchtige Herrenhaus entstand um 1880. Um 1897 wurden die Landarbeiterhäuser, ein großer Pferdestall und die Scheune erbaut. Dadurch entstand der Gutscharakter des Dorfes. 1923 erhielt das Dorf elektrischen Strom. Weitere Landwirte im Ort waren die Familien Friedrich Haker, Karl Niemann und Joh. Steinmüller, mit jeweils gut 20 ha.
Ave
Auch Ave ist in dieser Fachliteratur aufgeführt. 1771 gehörte es mit Mollenstorf zu insgesamt 21 adelichen Gütern des Amtes Neustadt. Um 1790 waren die Gutsbesitzer die 1765 nobilitierte briefadelige Familie von Müller, welche auch genealogisch ein Haus Ave entwickelte, die Besitzung aber nur zwei Generationen bis 1843 halten konnte. Mit Hermann Johann Friedrich von Müller wurde der bekannteste Bürger von Ave später Generalmajor. Er wohnte in Schwerin. 1889 lebten im Ort 92 Einwohner. Vor 1900 ist der Landwirt Otto Lemke Gutsbesitzer in Ave. Ihm gehörten der allodiale Gutsteil sowie das Lehngut Ave, beides zusammen 403 ha Fläche. Später wird der Rittmeister d. R. Curt Beyling nach dem Standardwerk der Landwirtschaftlichen Adressbücher für Mecklenburg als Eigentümer eines allodialen Rittergutes mit 403 ha, ebenfalls mit einem großen Bestand von 450 Schafen, benannt.

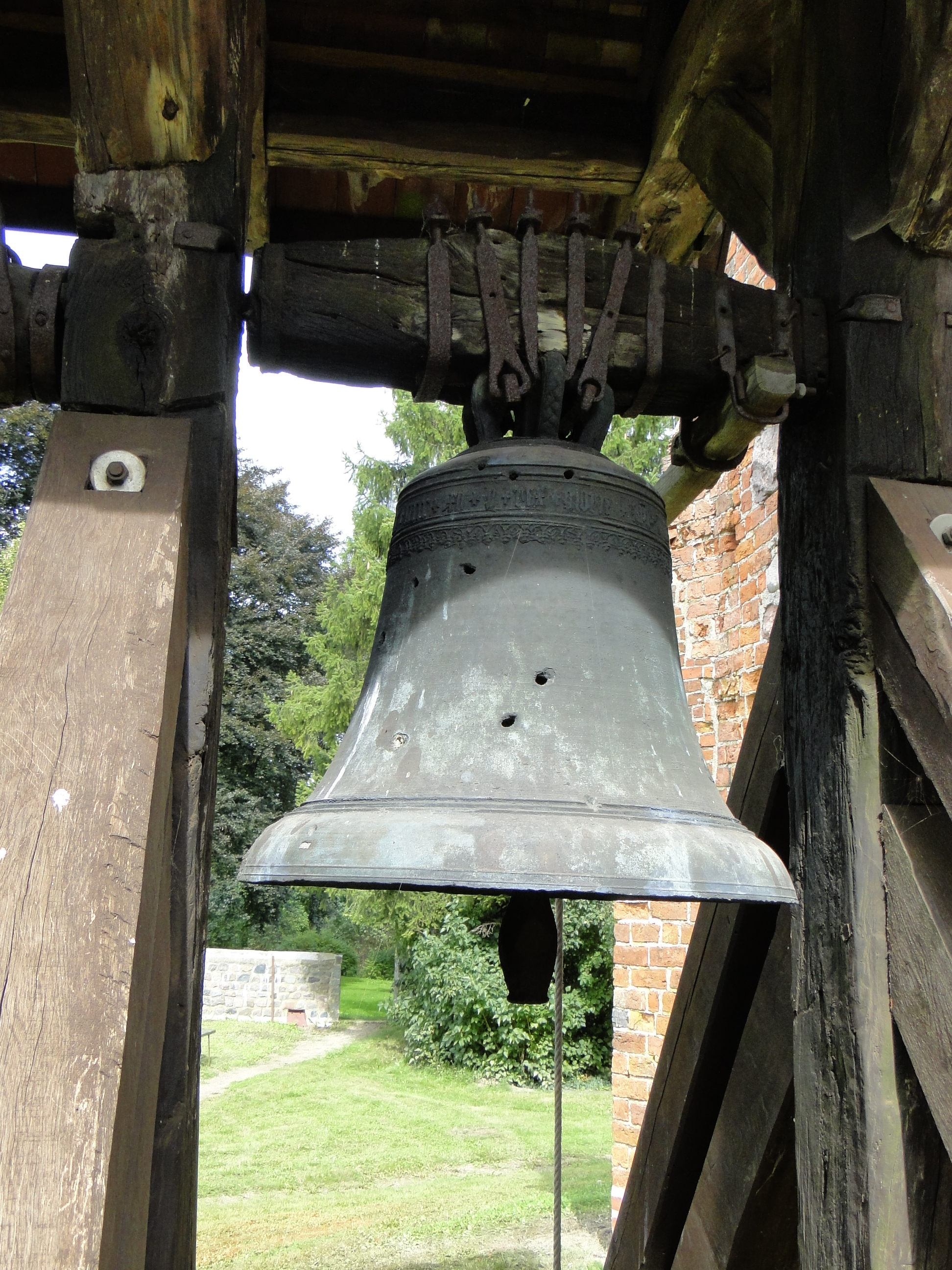
Glocke mit Einschusslöchern von 1945

## Sehenswürdigkeiten
→ Siehe auch Liste der Baudenkmale in Penzlin
- Gotische Kirche wohl um 1500 mit Glockenstuhl
- Herrenhaus Mollenstorf von um 1880 und Gutsanlage